# Wayne County & the Electric Chairs
Wayne County & the Electric Chairs è stato un gruppo punk rock statunitense attivo nella seconda metà degli anni settanta. La band era capitanata dalla cantante transessuale Jayne County, conosciuta anche come Lisa Jackson e precedentemente nota come Wayne County.
La band è conosciuta per le canzoni ostentatamente provocatorie e spesso oscene e volgari, per il punk rock, e per l'immagine pubblica che era pesantemente influenzata dal Teatro del ridicolo e da Jackie Curtis. Nessuno degli album di Jayne County fu pubblicato nel suo paese d'origine, gli USA, tranne tre canzoni contenute nella compilation punk Max's Kansas City.

## Storia
County si esibiva originariamente a New York con una band chiamata "The Backstreet Boys" (presenti nel compilation album pubblicato dalla Rhino Records DIY: Blank Generation con uno dei primi singoli, Max's Kansas City 1976, e non collegati in alcun modo alla boy band omonima) ma, prima di spostarsi a Londra, reclutò un gruppo di musicisti per formare "The Electric Chairs".
Dopo tre album County lasciò la band nella metà del 1979 e proseguì da solista, insieme al chitarrista Elliot Michaels. I tre membri rimasti, Johnson, Haller e Padovani (questi ultimi divenuti anche cantanti), proseguirono per un breve periodo come "The Electric Chairs", pubblicando un ultimo singolo, So Many Ways/J'Attends les Marines, prima di essere costretti allo scioglimento definitivo agli inizi del 1980.

## Formazione
- Wayne County - voce (1975-1979)
- Greg Van Cook - chitarra solista (1975-1978)
- Elliot Michaels - chitarra solista (1978-1979)
- Henry Padovani - chitarra ritmica (1978-1980), voce (1979-1980)
- Val Haller - basso (1975-1980), voce (1979-1980)
- Chris Dust - batteria (1975-1977)
- J.J. Johnson - batteria (1977-1980)

## Discografia
Album in studio
- 1978 - The Electric Chairs
- 1978 - Storm the Gates of Heaven
- 1979 - Things Your Mother Never Told You

Raccolte
- 1982 - Best of Jayne/Wayne County and the Electric Chairs
- 1993 - Rock 'n' Roll Cleopatra

EP
- 1975 - Max's Kansas City: New York New Wave
- 1978 - Blatantly Offensive

Singoli
- 1977 - Fuck Off/On the Crest
- 1978 - Eddie & Sheena/Rock 'n' Roll Cleopatra
- 1978 - Stuck on You/Paranoia Paradise/The Last Time
- 1978 - Trying to Get on the Radio/Evil Minded Mama
- 1979 - Thunder When She Walks/What You Got
- 1979 - Berlin/Waiting for the Marines
- 1979 - So Many Ways/J'Attends les Marines (pubblicato come "The Electric Chairs")

## Filmografia
- 1976 - The Blank Generation, diretto da Ivan Kral e Amos Poe
- 1977 - Jubilee, diretto da Derek Jarman
- 1978 - The Punk Rock Movie, diretto da Don Letts